# حجت صدقی
حجت صدقی (زاده ۱۸ بهمن ۱۳۷۱) یک بازیکن فوتبال اهل ایران است که برای باشگاه فوتبال چادرملو اردکان در لیگ برتر خلیج فارس می‌کند.

## دوران باشگاهی
وی در تیم های  مس کرمان ، پیکان تهران ، ملوان بندرانزلی ، گل ریحان البرز ، چادرملو و امید ایران سابقهٔ بازی دارد.